# FC Schalke 04
A Fußballclub Gelsenkirchen-Schalke 04 e. V., vagy röviden Schalke 04, egy 1904-ben alapított német labdarúgóklub, melynek székhelye Gelsenkirchenben van. A csapat eddig hét alkalommal hódította el a német bajnoki címet és ötször nyerte meg a német kupát. A 2022-23-as szezonban a 2. Bundesliga bajnokaként egy szezon után újra a Bundesligában szerepelhet.

## Sikerlista
7-szeres német bajnok: 1934, 1935, 1937, 1939, 1940, 1942, 1958
5-szörös német kupagyőztes: 1937, 1972, 2001, 2002, 2011
UEFA-kupa-győztes: 1997
Kupagyőztesek Európa Kupája elődöntős: 1970

## Történet
A csapatot 1904. május 4-én gelsenkircheni gimnazisták hozták létre Westfalia Schalke néven. A Schalke eredeti színei a vörös és a sárga voltak. 1912-ben egyesültek a Schalker Turnverein 1877 tornaklubbal, abból a célból, hogy indulhassanak a Westdeutscher Spiel-Verbandban, országrészük hivatalos bajnokságában. Egy átmeneti szakítás után a klubok 1924-ben váltak szét véglegesen, a futballcsapat ekkor vette fel ma is használt nevét, az FC Schalke 04-et. Alapszíneik a kék és a fehér lettek. Az 1920-as években a Die Knappen becenevet kapták, mivel - pár játékos mellett - a szurkolók többsége a gelsenkircheni szénbánya munkása volt. Nemsokára körzetük első osztályában - Westdeutsche Meisterschaft - játszottak, ahol rögtön az élmezőnybe kerültek. 1927-ben jutottak először a német bajnokság kieséses szakaszába. 1929 és 1933 között 4 WM bajnoki címet szereztek.
A harmadik birodalom évei alatt a Schalke a Gauliga Westfalenben szerepelt és annak mind a 11 idényét megnyerte. 1933 és 1944 között 9 német bajnoki döntőt játszottak, ebből haton diadalmaskodtak. A német kupában (Tschammer-Pokal) kevésbé voltak szerencsések, itt öt döntőn egy győzelmet szereztek: 1937-ben, a Fortuna Düsseldorf ellen.
A háború után a Schalke átmenetileg meggyengült, csak az 50-es években talált magára. 1955-ben a német kupa (DFB-Pokal) döntőjébe jutottak, ám alulmaradtak a Karlsruher SC-vel szemben. 1951-ben és 1958-ban megnyerték körzetük bajnokságát (Oberliga West), utóbbi alkalommal a német bajnoki címet is elhódították: a döntőben a Hamburger SV-t múlták felül 3-0-val.
1963-ban a Schalke bekerült az új, egységes német első osztály, a Bundesliga 16 csapata közé. A csapat - mely saját körzetében eddig nem kapott elég kihívást - nagyon megszenvedett az első években. Az 1964-65-ös idényt az utolsó helyen fejezték be és csak azért nem estek ki, mert a Bundesligát 18 csapatossá bővítették. A Schalke ezután lassú fejlődésen ment keresztül. 1969-ben elvesztették a német kupa döntőt. Az 1971-72-es Bundesliga idényt a második helyen fejezték be, emellett megnyerték a német kupát, a fináléban a Kaiserslauternt ütötték ki 5-0-ra. Az 1971-es német bunda-botrányban több Schalke játékos is érintett volt, egyeseket két évre is eltiltottak a profi labdarúgástól. 1973-ban a Schalke átköltözött a 70 ezer férőhelyes Parkstadionba. Az 1976-77-es idényben ismét a bajnokság második helyén végeztek.
A 80-as években jelentősen visszaeső a Schalke kétszer is kiesett a Bundesligából. 1991-ben jutottak vissza az élvonalba véglegesen. 1997-ben, Huub Stevens első edzősége alatt a Schalke megnyerte első nemzetközi tornáját: az UEFA-kupát. A Roda, a Trabzonspor, a Brugge, a Valencia és a Tenerife legyőzésével jutottak a döntőbe, ahol az Intert verték tizenegyesekkel.
A 2000-es években a Schalke ismét domináns csapattá vált. 2001-ben és 2002-ben is megnyerték a német kupát, 2005-ben alulmaradtak a döntőben a Bayern Münchennel szemben. 2001-ben a csapat a modern, 62 ezer férőhelyes Arena AufSchalke-be (jelenleg Veltins-Arena) költözött.
A 2000-2001-es idény bajnoki hajrája igen szoros volt. Az utolsó fordulóban a Schalke 5-3-ra verte az Unterhachingot, amivel bajnoknak érezhette magát, mivel a párhuzamosan futó Hamburg-Bayern München összecsapáson a hamburgiak szereztek vezetést a 90.percben. Több ezer Schalke szurkoló özönlötte el a pályát és ünnepelte csapata bajnoki trófeáját a lefújás után, amikor Hamburgban az utolsó másodpercekben szabadrúgásból egyenlített a Bayern München, ezzel a Schalkét ezüstérmes pozícióba taszítva. A Schalke drukkerek később a Meister des Herzen (A szívek bajnoka) címet adták csapatuknak.
2006 őszén az orosz óriáscég, a Gazprom lett a klub új szponzora. Az oroszok jelentős pénzekkel támogatták a csapatot, akik rendre az élmezőnyben végeztek. 2000 és 2010 között 4 alkalommal végeztek a bajnokság második helyén. 2011-ben a Duisburg legyőzésével megszerezték 5. német kupa trófeájukat. 
A 2010-2011-es idényben a Bajnokok ligájában egészen az elődöntőig jutott a csapat, miután a B csoportot megnyerve búcsúztatták a spanyol Valenciát a nyolcaddöntőben és az olasz Internazionale FC-t a negyeddöntőben. A menetelésnek az angol Manchester United vetett végett kettős győzelemmel.

## Játékosok

### Jelenlegi keret
Utolsó módosítás: 2024. augusztus 29.
A vastaggal jelzett játékosok felnőtt válogatottsággal rendelkeznek.
A dőlttel jelzett játékosok kölcsönben szerepelnek a klubnál.
| Mezszám                | Név                     | Nemzetiség    | Születési hely | Születési idő (kor)            | Korábbi csapat            | Érték(€)     | Szerződés lejárta |
| Kapusok                | Kapusok                 | Kapusok       | Kapusok        | Kapusok                        | Kapusok                   | Kapusok      | Kapusok           |
| ---------------------- | ----------------------- | ------------- | -------------- | ------------------------------ | ------------------------- | ------------ | ----------------- |
| ?                      | Ralf Fährmann           | GER           | Chemnitz       | 1988. szeptember 27. (36 éves) | SK Brann                  | 600 000      | 2027.06.30.       |
| 28                     | Justin Heekeren         | német         | Alpen-Veen     | 2000. november 27. (24 éves)   | Padro Eisden              | 600 000      | 2026.06.30.       |
| 34                     | Michael Langer          | AUT           | Bregenz        | 1985. január 6. (40 éves)      | IFK Norrköping            | 100 000      | 2022.06.30.       |
| 32                     | Luca Podelech           | GER           | Gelsenkirchen  | 2005. március 23. (20 éves)    | Utánpótlásból került fel  | 50 000       | Nem publikus      |
| Védők                  |                         |               |                |                                |                           |              |                   |
| 2                      | Felipe Sánchez          | ARG · olasz   | Rafaela        | 2004. február 7. (21 éves)     | La Plata                  | 800 000      | 2026.06.30.       |
| 4                      | Steve Noode             | CMR           | Yaoundé        | 2005. június 2. (19 éves)      | Utánpótlásból került fel  | Nem publikus | 2029.06.30.       |
| 5                      | Derry Murkin            | angol · NED   | Lippstadt      | 1999. július 27. (25 éves)     | FC Volendam               | 1 800 000    | 2026.06.30.       |
| 17                     | Adrian Gantenbein       | SUI           | Svájc, ?       | 2001. április 18. (23 éves)    | FC Winterthur             | 1 000 000    | 2028.06.30.       |
| 21                     | Martin Wasinski         | belga         | Liège          | 2004. április 7. (20 éves)     | KV Kortrijk               | 450 000      | 2028.06.30.       |
| 22                     | Ibrahim Cissé           | MLI · francia | Dreux          | 2001. február 15. (24 éves)    | KAA Gent                  | 500 000      | 2026.06.30.       |
| 23                     | Mehmet Aydın            | török · német | Würselen       | 2002. február 9. (23 éves)     | Sablon:Zászlo Trabzonspor | 1 500 000    | 06.30.2025        |
| 26                     | Tomáš Kalas             | cseh          | Olomouc        | 1993. május 15. (31 éves)      | Bristol City FC           | 800 000      | 2027.06.30.       |
| 30                     | Anton Donkor            | GER           | Göttingen      | 1997. november 11. (27 éves)   | Eintracht Braunschweig    | 700 000      | 2027.06.30.       |
| 31                     | Taylan Bulut            | GER           | Eschweiler     | 2006. január 19. (19 éves)     | Utánpótlásból került fel  | 250 000      | 2025.06.30.       |
| 33                     | Vitalie Becker          | GER · FIN     | Bottrop        | 2005. május 3. (19 éves)       | Utánpótlásból került fel  | ?            | 2027.06.30.       |
| 35                     | Marcin Kamiński         | POL           | Konin          | 1992. január 15. (33 éves)     | VfB Stuttgart             | 500 000      | 2025.06.30.       |
| 36                     | Niklas Barthel          | GER           | Minden         | 2005. február 15. (20 éves)    | Utánpótlásból került fel  | ?            | 2025.06.30.       |
| Középpályások          |                         |               |                |                                |                           |              |                   |
| 6                      | Ron Schallenberg        | német         | Paderborn      | 1998. október 6. (26 éves)     | SC Verl                   | 1 700 000    | 2026.06.30.       |
| 7                      | Paul Seguin             | német         | Magdeburg      | 1995. március 28. (29 éves)    | Union Berlin              | 800 000      | 2023.06.30.       |
| 14                     | Janik Bachmann          | GER           | Groß-Umstadt   | 1996. május 6. (28 éves)       | FC Hansa Rostock          | 500 000      | 2027.06.30.       |
| 16                     | Mauro Zalazar           | URU · SPA     | Albacete       | 2005. április 13. (19 éves)    | Granada B                 | ?            | 2028.06.30.       |
| 20                     | Arış Bayındır           | német         | Luxemburg      | 2006. december 27. (18 éves)   | RB Leipzig U19            | ?            | 2028.06.30.       |
| 27                     | Lino Tempelmann         | GER           | München        | 1999. február 2. (26 éves)     | 1. FC Nürnberg            | 500 000      | 2026.06.30.       |
| 29                     | Tobias Mohr             | GER           | Aachen         | 1995. augusztus 24. (29 éves)  | 1. FC Heidenheim          | 500 000      | 2025.06.30.       |
| 37                     | Max Grüger              | német         | Gelsenkirchen  | 2005. május 24. (19 éves)      | Utánpótlásból került fel  | 600 000      | 2026.06.30.       |
| 38                     | Tristan Osmani          | AUT · CRO     | Würselen       | 2002. február 9. (23 éves)     | Utánpótlásból került fel  | ?            | 2027.06.30.       |
| ?                      | Dominick Drexler        | GER           | Bonn           | 1990. május 26. (34 éves)      | 1. FC Köln                | 300 000      | 2025.06.30.       |
| Támadók                |                         |               |                |                                |                           |              |                   |
| 8                      | Amin Younes             | német · LEB   | Düsseldorf     | 1993. augusztus 6. (31 éves)   | FC Utrecht                | 600 000      | 2026.06.30.       |
| 9                      | Moussa Sylla            | MLI · francia | Étampes        | 1999. november 25. (25 éves)   | Pau FC                    | 2 500 000    | 2028.06.30.       |
| 11                     | Bryan Lasme             | francia       | Montauban      | 1998. november 14. (26 éves)   | Arminia Bielefeld         | 600 000      | 2027.06.30.       |
| 15                     | Emil Højlund            | DEN           | Hørsholm       | 2005. január 4. (20 éves)      | FC København              | 500 000      | 2028.06.30.       |
| 18                     | Christopher Antwi-Adjei | GHA           | Hagen          | 1994. február 7. (31 éves)     | VfL Wolfsburg             | 900 000      | 2026.06.30.       |
| 19                     | Kenan Karaman           | török · német | Stuttgart      | 1994. március 5. (31 éves)     | [[Beşiktaş JK\|]          | 2 500 000    | 2028.06.30.       |
| 24                     | Ilyes Hamache           | francia · ALG | Lille          | 2003. február 11. (22 éves)    | Valenciennes FC           | 700 000      | 2028.06.30.       |
| 39                     | Peter Remmert           | német         | Vechta         | 1998. november 14. (26 éves)   | Osnabrück U19             | ?            | 2028.06.30.       |
| Kölcsönadott játékosok |                         |               |                |                                |                           |              |                   |
| Név                    | Poszt                   | Nemzetiség    | Születési hely | Születési idő (kor)            | Kölcsönben itt            | Érték (€)    | Kölcsön lejárta   |
| Henning Matriciani     | védő                    | GER           | Lippstadt      | 2000. március 14. (25 éves)    | SV Waldhof Mannheim       | 500 000      | 2025.06.30.       |
| Emmanuel Gyamfi        | középpályás             | német · GHA   | Hemer          | 2004. július 23. (20 éves)     | VVV-Venlo                 | 200 000      | 2025.06.30.       |
| Paul Pöpperl           | támadó                  | német         | Herborn        | 2003. február 25. (22 éves)    | VVV-Venlo                 | 150 000      | 2025.06.30.       |

### Az évszázad csapata
2004-ben, a klub százéves évfordulóján a szurkolók összeállíthatták az évszázad csapatát. Az ebben szereplő játékosok a következők:
| # |     | Poszt | Név               |
| - | --- | ----- | ----------------- |
|   | GER | K     | Norbert Nigbur    |
|   | GER | V     | Klaus Fichtel     |
|   | GER | V     | Rolf Rüssmann     |
|   | GER | V     | Olaf Thon         |
|   | BEL | KP    | Marc Wilmots      |
|   | GER | KP    | Fritz Szepan      |
|   | GER | KP    | Ernst Kuzorra     |
|   | GER | KP    | Ingo Anderbrügge  |
|   | GER | CS    | Stan Libuda       |
|   | GER | CS    | Klaus Fischer     |
|   | GER | CS    | Rüdiger Abramczik |

## Edzők
A Schalke 04 edzői 1925-től sorolva
| - Heinz Ludewig (1925–27) - Gustav Wieser (1928–29) - Kurt Otto (1929–30) - August Sobotka (1930–31) - Hans Sauerwein (1931–32) - Kurt Otto (1932–33) - Hans Schmidt (1933–38) - Otto Faist (1938–42) - Ernst Kuzorra (1946–47) - Willi Schäfer (1947–48) - Theo Langl (1948) - Ferdinand Swatosch (1948–49) - Fritz Szepan (1949–54) - Eduard Frühwirth (1954–59) - Lengyel Nándor (1959-60) - Georg Gawliczek (1960–64) | - Fritz Langner (1964–67) - Karl-Heinz Marotzke (1967) - Günter Brocker (1967-68) - Rudi Gutendorf (1968–70) - Slobodan Čendić (1970–71) - Ivica Horvat (1971–75) - Max Merkel (1975–76) - Friedel Rausch (1976-77) - Uli Maslo (1977-78) - Ivica Horvat (1978-79) - Lóránt Gyula (1979) - Dietmar Schwager (1979–80) - Fahrudin Jusufi (1980–81) - Heinz Redepennig (1981) - Rudi Assauer (1981) - Sigfried Held (1981–83) | - Jürgen Sundermann (1983) - Diethelm Ferner (1983–86) - Rolf Schafstall (1986–87) - Horst Franz (1987–88) - Diethelm Ferner (1988-89) - Helmut Kremers (1989) - Peter Neururer (1989-90) - Klaus Fischer (1990) - Aleksandar Ristić (1991-92) - Klaus Fischer (1992) - Udo Lattek (1992-93) - Helmut Schulte (1993) - Jörg Berger (1993-96) - Hubert Neu (1996) - Huub Stevens (1996–02) - Frank Neubarth (2002–03) | - Marc Wilmots (2003) - Jupp Heynckes (2003–04) - Eddy Achterberg (2004) - Ralf Rangnick (2004–05) - Oliver Reck (2005-06) - Mirko Slomka (2006–08) - Michael Büskens (2008) - Fred Rutten (2008-09) - Michael Büskens (2009) - Felix Magath (2009-11) - Josef Eichkorn (2011) - Ralf Rangnick (2011) - Josef Eichkorn (2011) - Huub Stevens (2011-12) - Jens Keller (2012-14) - Roberto di Matteo (2014–15) - André Breitenreiter (2015–) |